# 荻浜村
荻浜村（おぎのはまむら）は、昭和30年（1955年）まで宮城県牡鹿郡の南東部にあった村。現在の石巻市荻浜・折浜・狐崎浜・小竹浜・小積浜・侍浜・竹浜・田代浜・牧浜・月浦・福貴浦・桃浦 にあたる。

## 概要
荻浜港を中心に集落が密集しており、明治初期は日本郵船の内航船の寄港地であった。村の北西の月浦は支倉常長のローマへの出航地である。

## 沿革
- 明治22年（1889年）4月1日 - 町村制施行にともない、荻浜・折浜・狐崎浜・小竹浜・小積浜・侍浜・竹浜・田代浜・牧浜・月浦・富貴浦・桃浦の計12か村が合併して荻浜村が発足。
- 昭和30年（1955年）4月10日 - 石巻市に編入。

## 行政
- 歴代村長

| 代 | 氏名         | 就任                       | 退任                       | 備考 |
| -- | ------------ | -------------------------- | -------------------------- | ---- |
| 1  | 真田保       | 明治22年（1889年）5月31日  | 明治31年（1898年）2月28日  |      |
| 2  | 星廉延       | 明治31年（1898年）5月16日  | 明治37年（1904年）12月18日 |      |
| 3  | 矢野惟理     | 明治38年（1905年）1月21日  | 明治40年（1907年）6月22日  |      |
| 4  | 後藤七郎兵衛 | 明治40年（1907年）7月23日  | 明治41年（1908年）1月22日  |      |
| 5  | 加賀卯之助   | 明治41年（1908年）4月13日  | 大正5年（1916年）4月15日   |      |
| 6  | 杉浦留太郎   | 大正5年（1916年）5月13日   | 昭和10年（1935年）9月24日  |      |
| 7  | 大森兵右ェ門 | 昭和10年（1935年）11月30日 | 昭和13年（1938年）8月27日  |      |
| 8  | 杉浦一雄     | 昭和13年（1938年）10月26日 | 昭和21年（1946年）11月30日 |      |
| 9  | 杉山長五郎   | 昭和22年（1947年）4月6日   | 昭和30年（1955年）4月9日   |      |

## 教育
- 荻浜村立荻浜小学校
- 荻浜村立東浜小学校
- 荻浜村立田代小学校
- 荻浜村立荻浜中学校
- 荻浜村立東浜中学校
- 荻浜村立田代中学校

## 石巻市との合併
牡鹿郡荻浜村が石巻市と合併する際、「渡波町との同時合併」が枠づけられたが、渡波町の合併に対する態度未決定のあおりをうけて、石巻市との合併が遅延しており、鮎川町・大原村から合併勧誘が行われた。しかし、石巻市との合併を望んでいた荻浜村は1955年3月23日に荻浜村代表を石巻市に派遣し、渡波町抜きでの合併を要望し、石巻市議会で石巻市荻浜村合併促進協議会が設置され、1955年4月10日に荻浜村は石巻市に吸収合併された。